# Skander Djamil Athmani
 (janvier 2025).
Si vous disposez d'ouvrages ou d'articles de référence ou si vous connaissez des sites web de qualité traitant du thème abordé ici, merci de compléter l'article en donnant les références utiles à sa vérifiabilité et en les liant à la section « Notes et références ».
Skander Djamil Athmani, né le 21 juin 1992 à Constantine (Algérie), est un athlète handisport Algérien, détenteur de deux titres de champion du monde, champion paralympiques à Pékin en 2020 et Paris en 2024.

## Carrière sportive
Skander Djamil Athmani a d'abord participé à des compétitions pour personnes valides. Il a participé aux épreuves du 100 m masculin, du relais 4 × 100 m masculin et du relais 4 × 400 m masculin aux Championnats d'Afrique d'athlétisme 2014. Il faisait partie de l'équipe masculine du 4 × 100 m qui a remporté la médaille de bronze lors de ces Championnats d'Afrique.
Il a également représenté l'Algérie à l'Universiade d'été de 2017 et a participé aux épreuves de 100 m masculin, de 200 m masculin et de relais 4×400 masculin.
Il a participé à l'épreuve masculine du 100 m T13 aux Jeux paralympiques d'été de 2020 et a remporté une médaille d'argent lors d'une finale palpitante. Il a réalisé un temps de 10,54 secondes, terminant à seulement 0,01 seconde du champion paralympique en titre et para-athlète vétéran Jason Smyth. Plus tard dans ce tournoi, il a participé à l'épreuve masculine du 400 m T13 où il a remporté une médaille d'or et établi un nouveau record du monde en 46,70 secondes, terminant une seconde devant le Marocain Mohamed Amguoun (en), qui détenait le précédent record du monde.
Aux Jeux panarabes de 2023, il est médaillé de bronze du relais 4 × 100 m.